# إيفيلين جي. لوري
إيفيلين جي. لوري (بالإنجليزية: Evelyn G. Lowery)‏ هي ناشِطة أمريكية، ولدت في 16 فبراير 1925 في ممفيس في الولايات المتحدة، وتوفيت في 26 سبتمبر 2013 في أتلانتا في الولايات المتحدة بسبب سكتة.